# Murat Sahan
Murat Sahan, född 1 juni 1967, är en svensk pokerspelare från Stenungsund.
Sahan, som i pokersammanhang går under smeknamnet TerribleTurk, har varit pokerproffs sedan 90-talets mitt. Han har bland annat två gånger vunnit turneringen Malmö Open. Sahan är idag skribent på Poker Magazine.